# Ben van Os
Ben Van Os (Haia, 1 de dezembro de 1944 — Haia, 2 de julho de 2012) é um decorador de arte de cinema estadunidense. Foi indicado ao Oscar de melhor direção de arte pela realização das obras Girl with a Pearl Earring e Orlando.

## Prêmios e indicações
- Indicado: Oscar de melhor direção de arte — Girl with a Pearl Earring (2003)
- Indicado: Oscar de melhor direção de arte — Orlando (2012)